# Lee Novak
Lee Novak (Newcastle upon Tyne, 28 settembre 1988) è un ex calciatore inglese, di ruolo attaccante.

## Carriera
Nel 2007 firma un contratto trimestrale con il Gretna, ritornando a giocare nella città natale a contratto terminato. Nel 2008 firma con il Gateshead, voluto dall'allenatore Steve Salvin. Nel gennaio 2009 l'Huddersfield Town acquista il suo cartellino per 180000 €, lasciandolo in prestito al Gateshead fino al termine della stagione. Contribuisce alla vittoria del club in Football League One con 13 gol in 44 incontri di campionato. Nel luglio del 2013 il Birmingham City lo acquista.

## Palmarès

### Club

#### Competizioni nazionali
- Football League One: 1

Huddersfield Town: 2010-2011